# Grote weerschijnvlinder
De grote weerschijnvlinder (Apatura iris) is een vlinder uit de familie Nymphalidae (vossen, parelmoervlinders en weerschijnvlinders).

## Kenmerken
De grote weerschijnvlinder is een relatief grote vlinder met een vleugellengte van 31 tot 40 mm. De vleugels van het mannetje vertonen bijzondere structuurkleuren door iriseren. Dit betekent dat de vleugels naargelang de invalshoek van het zonlicht, kunnen verkleuren van bruin naar een prachtige blauwe kleur. De vleugels van het vrouwtje hebben dit niet en zijn bruin.

## Leefwijze
De vlinder leeft hoog in bomen, vooral zomereik en es. Hij drink het sap van rottende vruchten, bloedende bomen en honingdauw. Alleen de mannelijke vlinders komen naar maaiveldhoogte om mineralen en zouten tot zich te nemen uit vooral kadavers en uitwerpselen, maar ook menselijk zweet. Via de paring komen die stoffen ook bij het vrouwtje terecht; ze zijn noodzakelijk voor de ontwikkeling van de eitjes. Deze worden gedeponeerd op de schaduwzijde van hoog in de boom hangende bladeren van grauwe wilg of boswilg. De vliegtijd is van juni tot in augustus. Er is jaarlijks één generatie. 

## Verspreiding en leefgebied
De vlinder komt voor in Centraal- en Zuidoost-Europa. Hij heeft een voorkeur voor ouder, vochtig loofbos in een mozaïeklandschap. In Nederland was de soort zeldzaam, hij stond in 2006 nog op de rode lijst als 'ernstig bedreigd'. Deze status is in 2019 gewijzigd in 'thans niet bedreigd'.

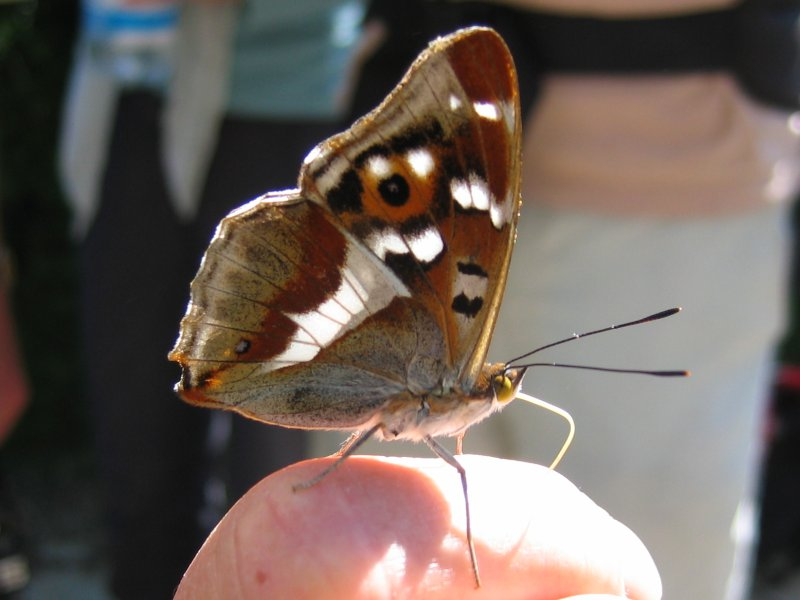
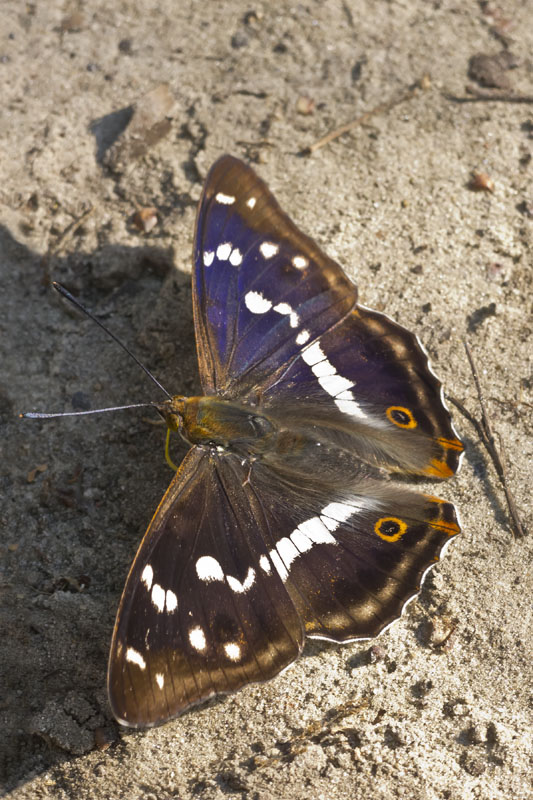
Grote Weerschijnvlinder in het Aamsveen
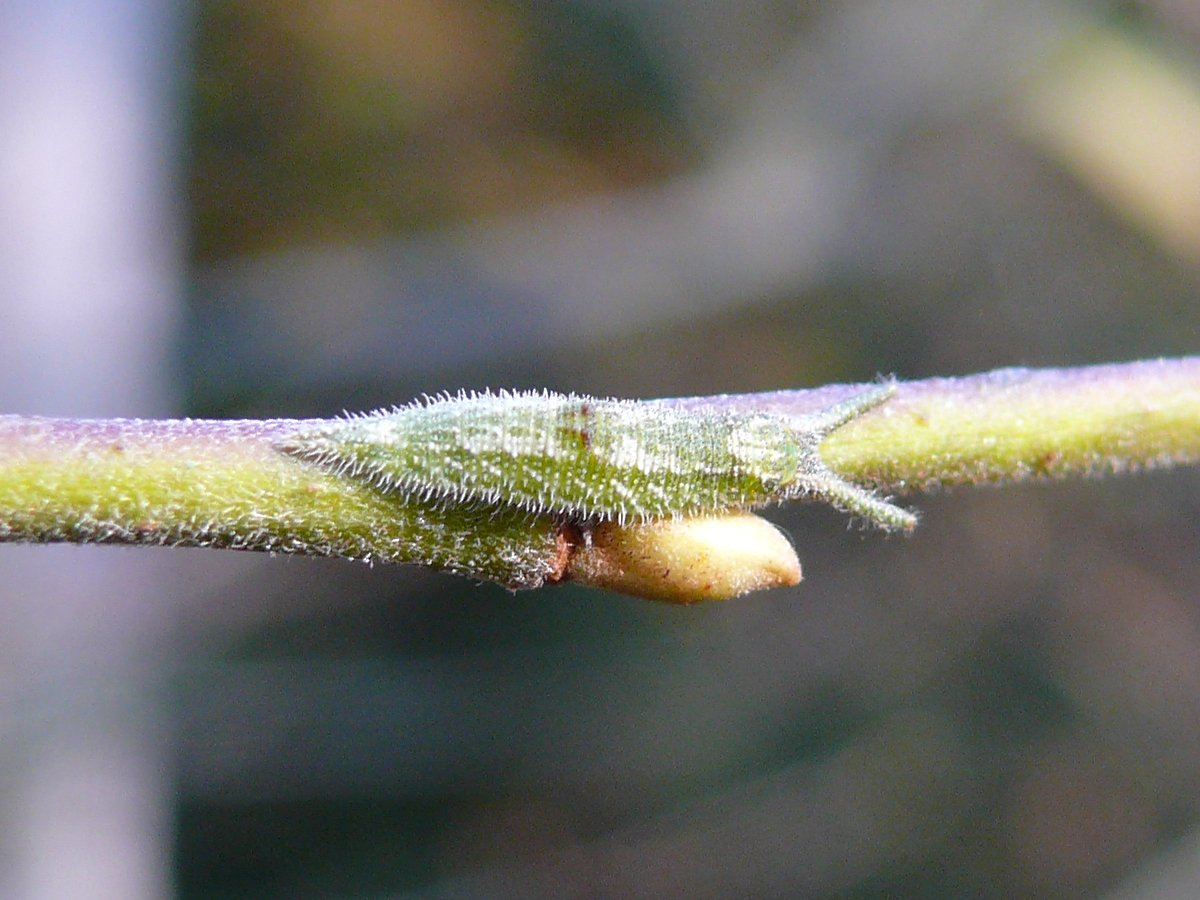
Rups